# Кауто (річка)
Кауто (ісп. Cauto) — річка на Кубі в провінціях Сантьяго-де-Куба і Гранма, найдовша на острові. Знаходиться в південно-східній частині острова.
Бере початок в горах Сьєрра-Маестра, тече на захід по (alluvial swamp), впадаючи в затоку Гуаканаябо  на північ від міста Мансанільйо. Витік річки розташований в містечку Ла-Естрелья в місті Пальма-Сорьяно на висоті 600 метрів над рівнем моря. Гирлом є великі болота (Marsh of Birama), які є другими за величиною на території Куби і всього Карибського регіону . Між затокою Гуаканаябо і затокою Ніпе знаходиться рівнина Кауто-Альто Седро .
Басейн річки включає 32 притоки , серед яких Каутілья, Баямо, Гуанінікум, Контрамаестре (південні притоки, що стікають з північного схилу Сьєрра-Маестра ), Саладо, Наранхо (північні притоки ), Каней, Мефа, Каньяс, Яраябо, а також Арройо Гуаос і Тусас . Площа водозбірного басейну - 8928 км, що становить 8,1% території країни .
При загальній довжині в 370 км (230 миль) річка судноплавна лише на ділянці 110 км (70 миль) нижньої течії. За іншими даними довжина річки становить 343 км, судноплавної частини - 100км . На берегах річки проживає близько одного мільйона чоловік . Вони вирощують рис, тютюн, цукровий очерет, займаються розведенням великої рогатої худоби . Вода для пиття непридатна.
В районі міста Дос-Пальмас на річці була побудована найбільша в країні дамба Хильберт-Вальдес Ройг. За три кілометри нижче за течією від впадіння річки Баямо, в містечку Кауто-Ель-Пасо, знаходиться насосна станція потужністю 20 м3 в секунду. Вода використовується для поливу рису .
Використання вод річки в іригаційних цілях та деякі кліматичні чинники привели до посухи в регіоні (affluent) і зміни природного біорізноманіття. З 1959 року уряд Куби очолює проекти зі збереження флори і фауни басейну річки, моніторингу ситуації та дотримання природоохоронного законодавства. Звіти 2003 року показали, що відновлення річкового басейну проходить на високому рівні, лісовий масив відновлений у великому обсязі .
У 1852 році Карлос Мануель де Сеспедес написав присвячену річці пісню «Ода Кауто» .